# 李源澤
李源澤（：／ Lee Won-taek，1968年12月19日—），大韓民國自由派政治人物，第21屆國會議員。